# Johannes Georgius Graevius
Johannes Georgius Graevius (Johann Georg Graevius, Joannis Georgii Graevii), também em português João Jorge Grévio (Naumburgo, Saxônia, 29 de janeiro de 1632 – Utreque, 11 de janeiro de 1703), foi um filólogo clássico holandês de origem alemã, professor em Duisburgo, Deventer e na Universidade de Utreque, onde também ocupou o cargo de reitor.

## Biografia
Graevius pretendia inicialmente se dedicar ao direito, porém, sua amizade com Johann Friedrich Gronovius (1611-1671), durante uma visita casual a Deventer, fez com que ele abandonasse a jurisprudência para se entregar à filologia. Em Leiden, ele terminou os seus estudos tendo Daniel Heinsius (1580-1655) como professor, além do teólogo protestante David Blondel (1591-1655), em Amesterdã, dentre outros.
Durante o tempo que ele morou em Amsterdã, estando sob influência de David Blondel, ele abandonou o luteranismo e abraçou a Igreja Reformada, e em 1656, ele foi chamado pelo eleitor de Brandemburgo, Frederico Guilherme I para ocupar a cadeira de retórica na Universidade de Duisburgo. Dois anos depois, por recomendação de Gronovius, ele foi escolhido para substituí-lo em Deventer; em 1662, ele se mudou para a Universidade de Utreque, onde ele ocupou a primeira cadeira de retórica, e além dela, deste 1667 até a sua morte, ocupou também as cadeiras de história e política.
Graevius desfrutou de grande reputação como professor, e sua sala de aula era muito disputada, e muitos dos seus alunos eram de alto nível e de todas as partes do mundo. De certa feita Lorenzo Magalotti (1637-1712) lhe fez uma visita, e também foi homenageado com reconhecimento especial por parte do rei Luís XIV da França, e era o preferido particular de Guilherme III da Inglaterra, que o nomeou como historiador real.
Suas duas obras mais importantes são Thesaurus antiquitatum Romanarum (1694–1699, em 12 volumes), e o Thesaurus antiquitatum et historiarum Italiae que foram publicadas postumamente, e foram continuadas por Pieter Burmann, o Velho (1668-1741) de 1704 a 1725, que foi seu aluno, e também por Jacobus Perizonius. Essas edições clássicas, embora tivessem sido muito representativas em termos de erudição, estão ultrapassadas em grande parte. Nessas obras ele incluiu discursos sobre antiguidades além de textos compilados por outros escritores tal como Johannes Meursius (1579-1639). Burmann também publicou uma edição melhorada da obra Corpus Inscriptionum de Janus Gruterus (Amsterdam, 1707)
Graevius manteve correspondência com muitos eruditos de sua época, dentre eles podemos citar o teólogo e erudito clássico Richard Bentley (1662-1742), o filósofo Baruch Espinoza, o médico e botânico Frederik Ruysch e o poeta e compositor holandês Constantijn Huygens (1596-1687). Ele também foi editor de muitos literatos de sua época.  Certa vez foi convidado para dar aulas na Universidade de Pádua, mas o convite foi recusado, não obstante o alto salário, por causa de forte intromissão dos inquisidores no assuntos da educação.

## Obras
- Hesiodi Ascraei quae extant. Amsterdam 1667
- Lectiones Hesiodeae, 1667
- Justinus. Ultrecht 1668
- Caius Suetonius Tranquillus Utrecht 1672, 1703.
- Justini in historias Trogi Pompeii Epitomarum
- Ciceronis Epistolarum libri XVI ad Familiares. Amst. 1677
- Catullus, Tibullus et Propertius. Ultrecht 1680
- Lucius Annaeus Florus. Utrecht 1680
- Ciceronis Epistolarum libri XIV ad Atticum. Amsterdam 1684
- Ciceronis De officiis libri III, Cato Maior, Laelius, Paradoxa, Somnium Scipionis. Amsterdam 1688
- Ciceronis Orationes Amsterdam 1699
- Thesaurus Antiquitatum Romanarum XII, Leiden 1694-1699, 12 vols.
- Thesaurus antiquitatum et historiarum Italiae (1723)
- Pseudosophista (1668),
- Historiae Philippicae (1669)
- Epistolae ad familiares (1677)
- Epistolae ad Atticum (1684)
- De officiis (Amsterdam 1688)
- De Orationes (Amsterdam 1695-1699, 3 volumes).
- Praefationes Et Epistolae
- Epistolae